# Troglodillo emarginatus
Troglodillo emarginatus är en kräftdjursart som beskrevs av Jackson 1937. Troglodillo emarginatus ingår i släktet Troglodillo och familjen Armadillidae. Inga underarter finns listade i Catalogue of Life.